# Мустафаев, Асан Сеферович
Асан Сеферович (Сэферович) Мустафаев (род. 11 мая 1965, Душанбе) — советский и украинский футболист, игравший на позиции защитника. Играл в высших дивизионах Украины и России.

## Биография
Родился 11 мая 1965 года в Душанбе.
Воспитанник душанбинского футбола. На взрослом уровне начал выступать в 1982 году в составе «Автомобилиста» из Термеза. В дальнейшем играл за другие клубы Средней Азии, в том числе за ведущую команду Таджикистана — душанбинский «Памир». В 1987—1989 годах служил в армии, в этот период недолгое время выступал за хабаровский СКА.
В 1990 году, после реабилитации крымских татар и массового возвращения их в Крым, Мустафаев вместе с рядом других футболистов крымскотатарского происхождения (Толят Шейхаметов, Сефер Алибаев, Айдер Зейтуллаев и др.) присоединился к сильнейшей команде полуострова — симферопольской «Таврии». Однако защитник не смог пробиться в основной состав, и проведя только две игры, покинул команду. В том же 1990 году выступал за другую команду из Крыма — «Океан» (Керчь), а в последнем сезоне чемпионата СССР играл за сухумское «Динамо».
В 1992 году присоединился к команде высшей лиги Украины — черновицкой «Буковине», в её составе провёл календарный год. В начале 1993 года перешёл в «Металлист», с которым в сезоне 1993/94 вылетел из высшей лиги, команда заняла последнее, 18-е место. Новый сезон 1994/95 начал в составе клуба «Кремень», но уже в сентябре 1994 года перешёл в перволиговое «Подолье», в котором играл до конца года.
В 1995 году перешёл в российский «Уралмаш». Единственный матч в чемпионате России сыграл 29 апреля 1995 года против московского «Локомотива», выйдя на замену на 67-й минуте вместо Сергея Заеца. Летом того же года покинул «Уралмаш» и присоединился к луганской «Заре», с которой по итогам сезона 1995/96 вылетел из высшей лиги. В 1996 году в возрасте 31 год завершил профессиональную карьеру.
Всего в высшей лиге Украины провёл 97 матчей, голов не забивал.
С 1998 года жил в Троицке (Московская область), стал одним из основателей местного любительского клуба «Троицк», был его капитаном и играющим тренером. Серебряный призёр первенства области (1999), победитель группы «Б» зоны «Московская область» ЛФЛ (2001). Одновременно работал в отделе спорта администрации города. В 2005 году баллотировался в местный совет депутатов.
По состоянию на 2012 год работал селекционером казанского «Рубина». В 2013 году назначенный тренером сборной Таджикистана Мухсин Мухамадиев включил Мустафаева в свой штаб в качестве тренера по физподготовке.

## Личная жизнь
Женат, есть сын. Имеет высшее юридическое образование.